# Magatama

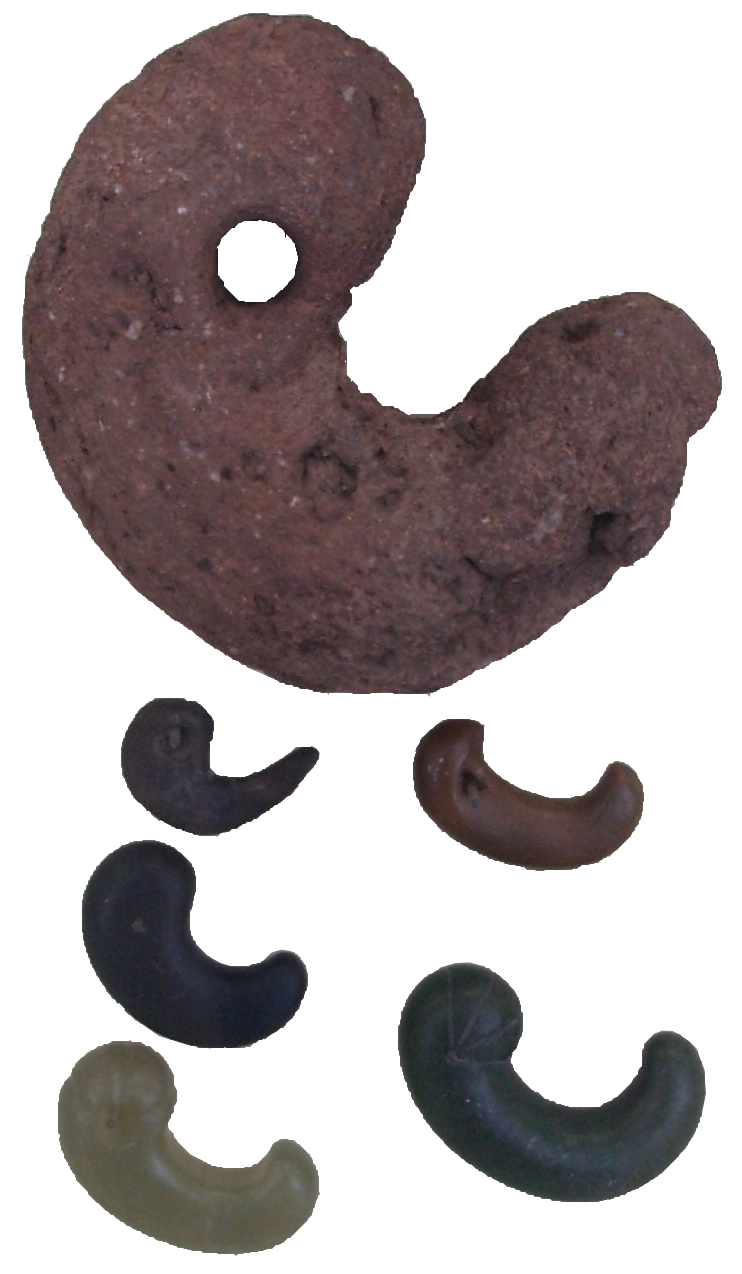
Magatamas, datando do período Jōmon ao oitavo século.

Magatama (勾玉 ou 曲玉), literalmente "joia em forma de gancho" ou "joia curva", são miçangas curvas em formato de vírgula que apareceram no Japão pré-histórico do final do período Jōmon ao [[Período Kofun|período  Kofun]], aproximadamente 1000 A.C  a 600 D.C As miçangas, também descritas como "joias", eram feitas de pedra primitiva e materiais de terra no período inicial mas no final do período Kofun, eram feitas quase que exclusivamente, de jade. As magatamas, originalmente, serviam como joias decorativas mas, no final do período Kofun, passaram a serem usadas como objetos cerimoniais e religiosos. Evidências arqueológicas sugerem que as magatamas foram produzidas em áreas específicas do Japão e foram amplamente dispersas por todo o arquipélago japonês por meio de rotas comerciais.
O termo magatama também é utilizado na série de jogos Shin Megami Tensei, com diferentes acepções.

## PeríodoJōmon
As magatamas apareceram, pela primeira vez no Japão, no final do 
período Jōmon (1000 AC à  300 DC) e, neste período, foram feitas de materiais relativamente simples e naturais (incluindo argila, talco, ardósia, quartzo, gnaisse, jadeíta, nefrita e serpentinita). As magatamas do período Jōmon eram de forma irregular, careciam de continuidade na forma e foram chamadas de "magatamas da Idade da Pedra" por esta razão. Acredita-se que essas magatamas, que são encontradas entre as  relíquias do início do período Jōmon, sejam imitações dos dentes de animais grandes. Elas assemelham-se às magatamas mas estudos mais recentes indicam que essas imitações, do início do período Jōmon, podem ter simplesmente uma função decorativa e não têm relação com magatamas. No final do período Jōmon, as magatamas parecem ter mudado, do puramente decorativas, para ter um status e função cerimonial. Uma "rede de trocas do meio do período Jōmon" pode ter existido e, por meio dessa, as  magatamas eram produzidas em regiões onde os materiais para sua manufatura eram abundantes. Exemplos de magatamas de jade e talco produzidas em vilas produtoras de miçangas localizadas na atual Itoigawa (Niigata), foram encontradas em um grande número de locais ao longo da costa norte, nas montanhas centrais e na região de Kantō.

### Sítios arqueológicos (Jōmon)
Exemplos de magatamas do período  Jōmon foram descobertos em grande número no sítio Kamegaoka em Tsugaru (na  Prefeitura de Aomori). As relíquias encontradas em  Kamegaoka estão entre os maiores assentamentos Jōmon conhecidos no Japão e as  magatamas, entre outros objetos decorativos encontrados, podem ser um indicador do alto status social do assentamento.
Pesquisas em outros sítios arqueológicos associados ao assentamento Kamegaoka renderam  magatamas, incluindo o sambaqui Ōboriya, no canto noroeste da baía de Ōfunato, que rendeu um grande número de miçangas, bem como o sítio Korekawa, perto de Hachinohe (na  Prefeitura de Aomori). As relíquias do sítio Korekawa podem ser vistas no 
museu arqueológico de  Korekawa em Hachinohe. Magatamas de pedra e argila e miçangas semelhantes à  magatamas também foram descobertas no sítios  Amataki em Ninohe (na  Prefeitura de Iwate), Osagata (na Prefeitura de Ibaraki) e Kou (em Fujiidera, na Prefeitura de Osaka). Muitas  magatamas do sítio Ōishi (em Bungo-ōno, na Prefeitura de Ōita, Kyūshū
) mostram sinais (indícios) de terem sido usadas para fins cerimoniais em vez de decorativos.
O 
sítio Sannai-Maruyama, escavado em 1992 (em Aomori, na Prefeitura de 
Aomori), rendeu 3 grandes miçangas de jade medindo 5,5 por 6,5 centímetros (2,2 × 2,6 polegadas).

## PeríodoYayoi
Magatamas do período Yayoi (300 AC à 300 DC) são notavelmente diferentes das magatamas do período Jōmon. As joias passaram de uma forma primitiva e não padronizada para uma forma mais polida e uniforme neste período. A tecnologia para cortar grandes gemas e polir joias avançou notavelmente no período Yayoi. Materiais refinados como jadeíte, serpentinita e vidro substituíram os materiais menos sofisticados do período Jōmon. As  magatamas do período Yayoi são conhecidas por sua forma em C reversa que, no final do período, tinha se tornado uma forma quase quadrada. Do período  Yayoi em diante, as magatamas apresentam uniformemente um orifício perfurado que permite que as joias sejam seguradas por um cordão.

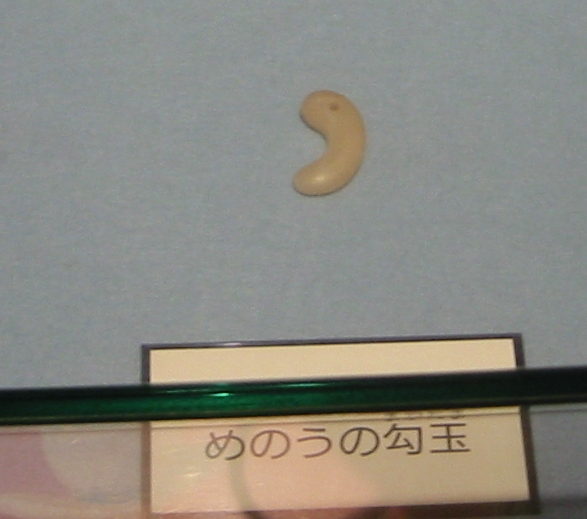
Agate magatama,

O período Yayoi é marcado por centros geográficos específicos especializados em magatamas e seu amplo comércio. O período é marcado pela formação de centros de poder que passaram à ser estados individuais. Para proteger os direitos de pesca e os campos de arroz, cada vez mais desenvolvidos, o desenvolvimento de armas aumentou neste período. O comércio também aumentou muito, assim como a especialização da produção de alguns itens ( inclusive as da magatamas). As áreas produtoras de magatamas trocavam seus produtos por outros produtos, especificamente arroz, levando à ampla distribuição de 
magatamas em todo o território japonês. As magatamas eram comumente usadas para criar colares e pulseiras usadas nos pulsos ou tornozelos. O colar era tipicamente construído de  magatamas de jadeíte separadas por peças cilíndricas de jaspe perfuradas. Pequenas miçangas de vidro azul-escuro também não são incomuns no colar. A pulseira também era, normalmente, usada com conchas das áreas costeiras de Shikoku  e do mar, madeira e bronze. Neste período surgiu, o uso de espelhos, espadas e joias como símbolos de status para a aldeia e, posteriormente, líderes regionais de todos os tipos. Seu uso, nesse período, aponta para a origem do espelho, da espada e da magatama como partes do tesouro imperial do Japão.
Os 
registros dos três reinos, o primeiro documento histórico com referência ao Japão, descreve o povo Wa, um antigo país de Yamatai, e sua rainha Himiko. O registro indica que quando Himiko morreu, sua parente Iyo, uma menina de 13 anos, foi eleita rainha e enviou uma delegação de vinte oficiais sob comando de Yazuku, um general imperial, para oferecer tributo à corte de Wei do norte. “A delegação visitou a capital e ofereceu, à corte, cinco mil pedras brancas e duas peças de jade entalhada, além de vinte peças de brocado (um rico tecido com um padrão em relevo, geralmente, com fios de ouro ou prata) com modelos variados”. O jade esculpido no "registro", provavelmente, descreve um tributo de duas magatamas de jade.

### Sítios arqueológicos (Yayoi)

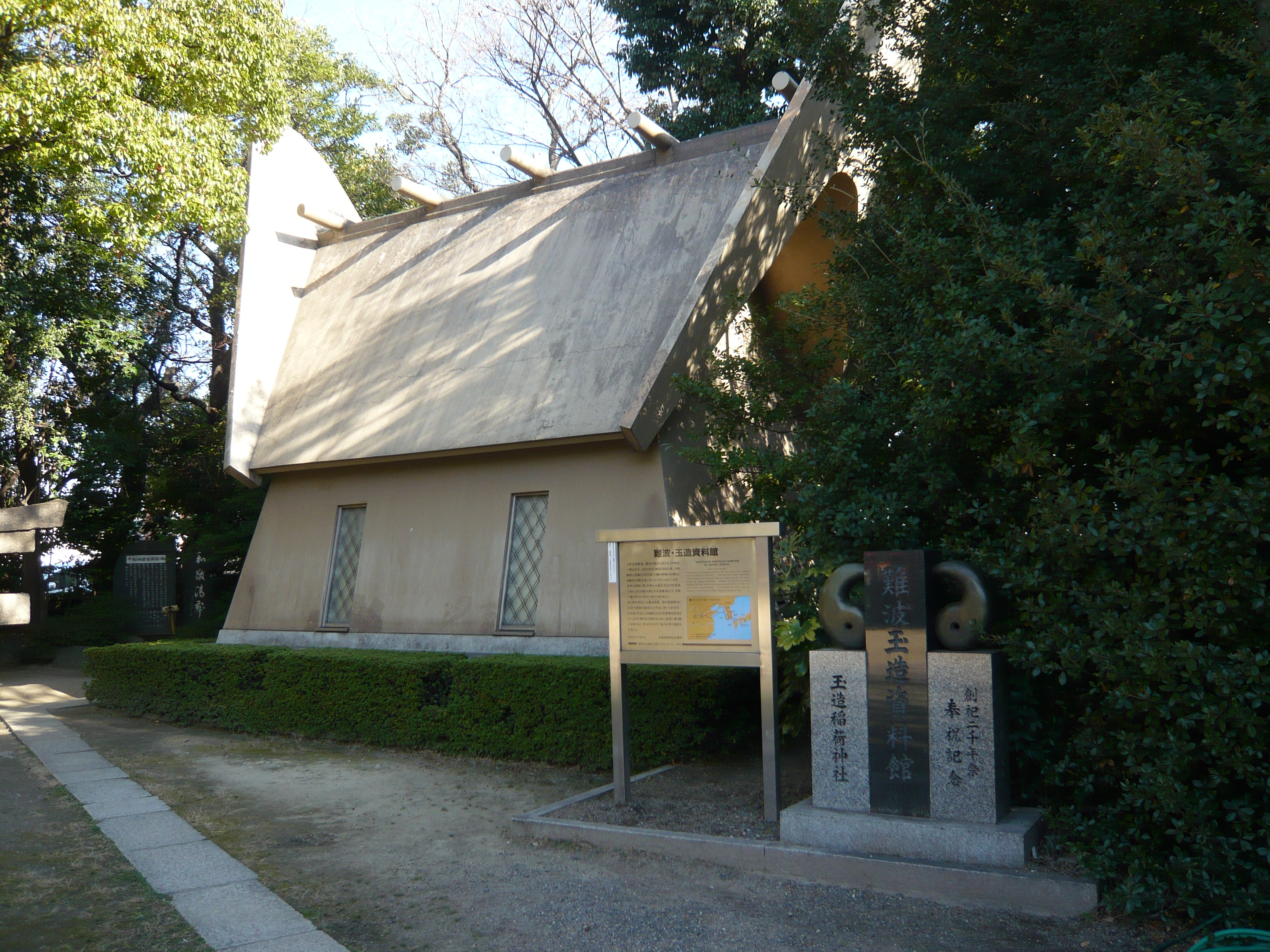
Museu que abriga artefatos de produção de magatamas, Tamatsukuri Inari Shrine, Osaka

As relíquias em grande escala do período Yayoi  no sítio Yoshinogari (em Yoshinogari) e Kanzaki (ambas na Prefeitura de Saga) revelaram exemplos de magatamas de cristal de chumbo, típicas do período Yayoi. Em 2003, a escavação de um grande assentamento do período Yayoi em 
Tawaramoto (na Prefeitura de  Nara) também revelou duas grandes  magatamas de jade, uma de 4,64 centímetros (1,83 polegadas) e a outra de 3,63 centímetros (1,43 polegadas) em comprimento. A maior  magatama de Tawaramoto é o décimo maior exemplo encontrado até hoje no Japão. Ambas as magatamas de jade do sítio são de jade verde brilhante e, uma incomum, altíssima qualidade.
Um conhecido centro de produção de magatamas Yayoi ficava na área do 
Santuário Tamatsukuri Inari em Osaka. Tamatsukuri significa, literalmente, "fabricação de joias" e uma guilda, a Tamatsukuri-be, era ativa desde o período Yayoi. Diz-se que uma joia existente no santuário tem grande poder espiritual. As magatamas aparecem em todos os tipos de implementos do templo atual, incluindo amuletos, ladrilhos do teto e lanternas. A [[Kitsune|raposa Inari no portão de um sub-santuário do Santuário Tamatsukuri Inari usa um colar de magatamas. O santuário apresenta uma exposição sobre a história e a produção das magatamas.

## PeríodoKofun
[[Image:Magatamas.JPG|thumb|Magatamas do período {{transl|ja|Kofun]]
Magatamas tornaram-se muito comuns no período Kofun (250-538 DC) e, no final do período, quase todos os túmulos  Kofun tinham magatamas. No início do período Kofun, as magatamas eram feitas de jadeíte (como nos períodos anteriores) mas no meio do período passaram a serem feitas de jaspe e, no final do período, quase que exclusivamente de ágata e jade. Magatamas cobertas por prata ou ouro também apareceram no final do período. Grandes magatamas feitas de talco, imitações de outras menores feitas de materiais mais preciosos, eram usadas como 

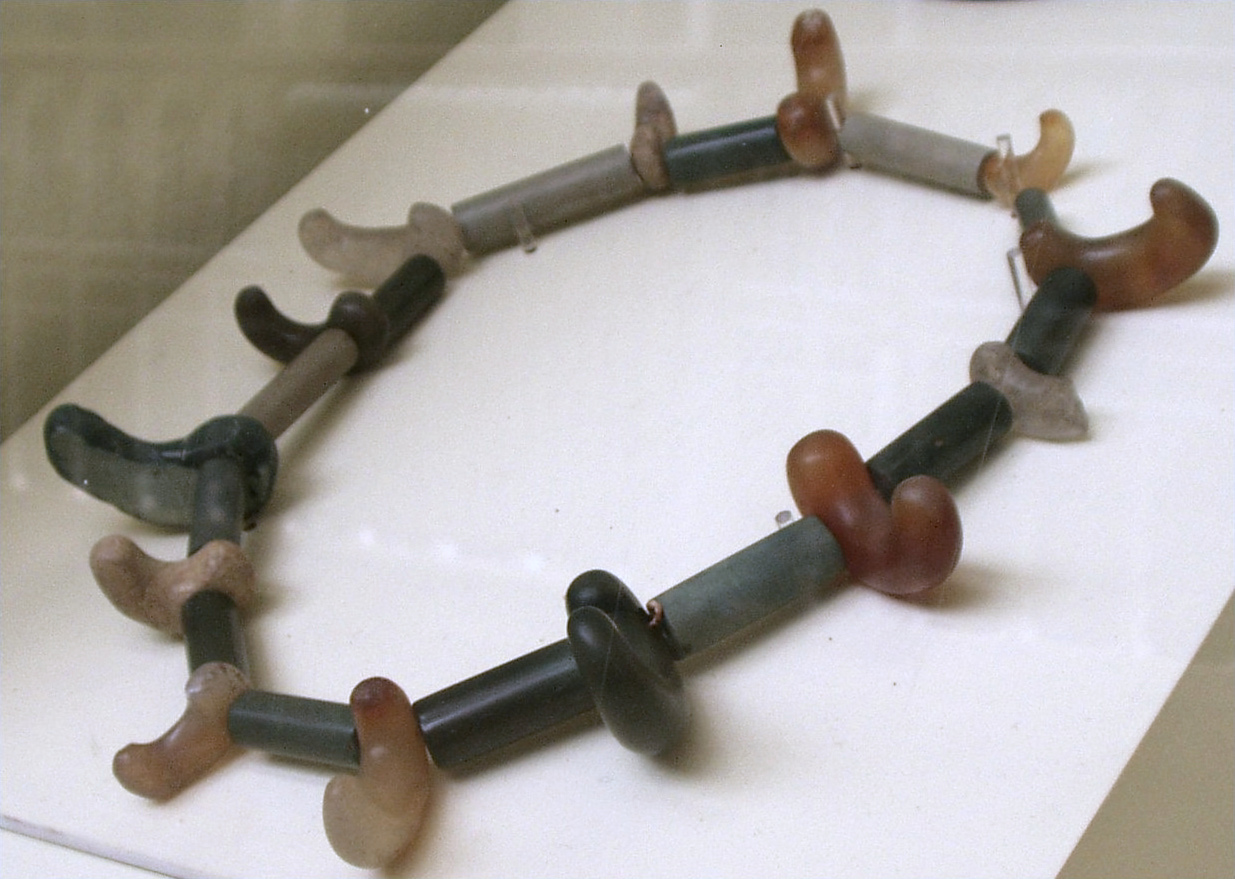
Colar de magatamas de
jade de um cemitério japonês.

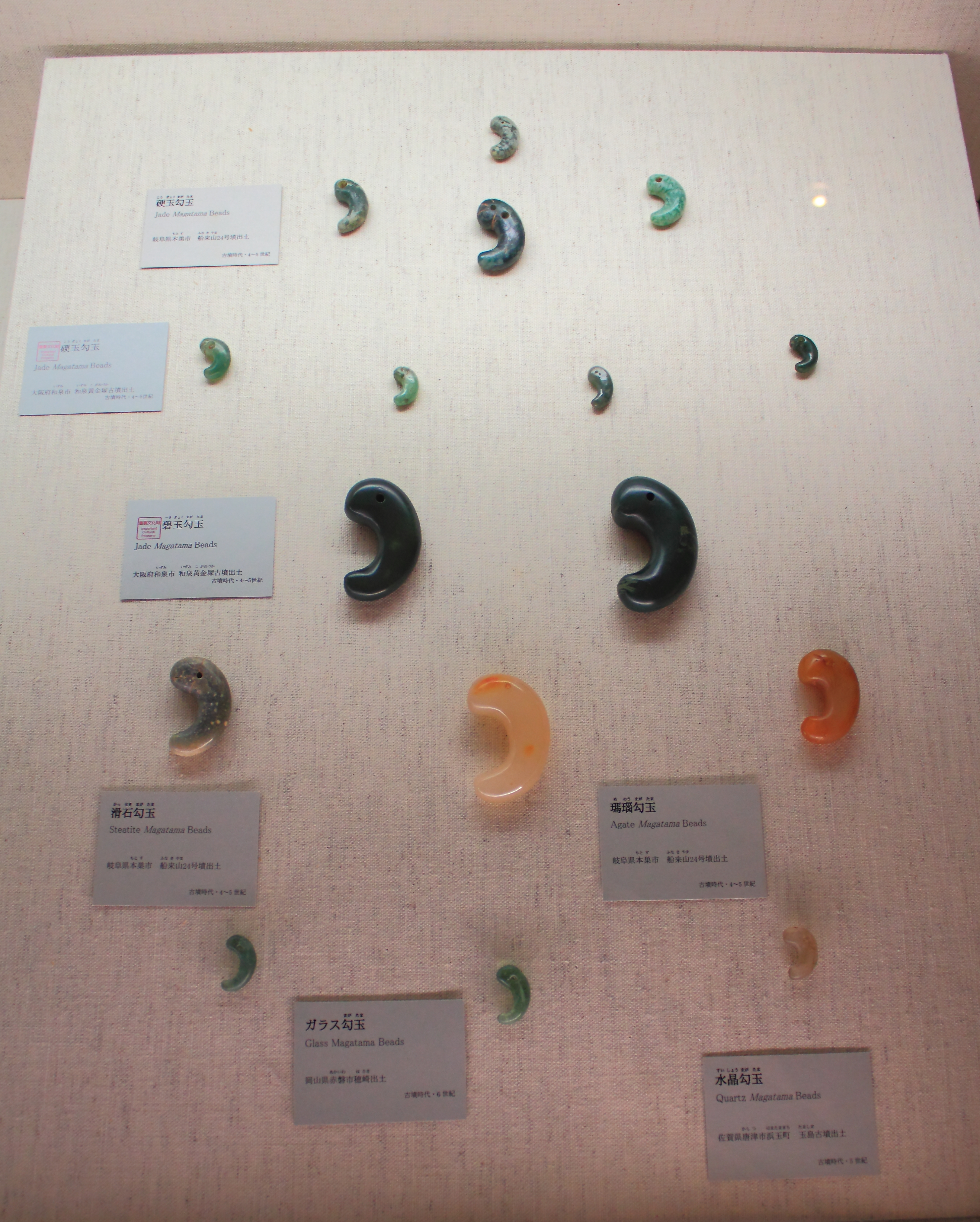
Magatamas do período transl|ja|Kofun

bens de sepultura. Magatamas são encontradas em Kofuns (túmulos) em todo o Japão desse período. Seu uso passou de bens de sepultura meramente decorativos para bens sagrados e cerimoniais. As magatama chōjigashira (丁字頭勾玉) são magatamas com inscrições que se parecem com flores do cravo-da-índia e têm um orifício adequado para prender em um barbante. As primeiras aparições delas foram no período 
 Kofun. Também no período Kofun, as magatamas aparecem (várias) colocadas entre cilindros perfurados em colares. Vestígios arqueológicos mostram evidências de pulseiras de tornozelo semelhantes, mas são menos comuns. Os objetos funerários haniwa de argila do período Kofun, comumente, retratam pessoas usando colares e pulseiras de tornozelo.

### Sítios arqueológicos (Kofun)
Os exemplos de magatamas de pedra do período Kofun são especialmente numerosos. Uma escavação em Kamegaoka Kofun (em Kishiwada, na Prefeitura de Osaka) revelou um habitante local que foi enterrado com um colar de magatamas de jade, jaspe e alabastro, bem como 
 magatamas colocadas próximas aos pés. Um espelho de bronze importado da China, que acompanha o enterrado, foi datado de 239 DC. O Kofun é um ponto histórico designado da cidade de Kishiwada. Oferendas cerimoniais de um enterro na área de Kisami-Araida em Shimoda, na Prefeitura de Shizuoka, também revelaram reproduções de magatamas, em argila, usadas como efígies. A escavação do Kofun Ubusuna (em Kyōtango, na Prefeitura de  Kyoto) rendeu dois colares de magatamas de jade e ágata totalmente intactos, com segmentos entre 1,7 e 5,1 centímetros (0,67 e 2,01 polegadas) de comprimento.
O Kofun Muro Miyayama de Katsuragi, na Prefeitura de Nara (planície de Yamato), com 23,8 centímetros (9,37 polegadas) de comprimento, foi saqueado muito antes de sua escavação mas revelou 600 magatamas cerimoniais de talco entre outros objetos funerários (que também incluíam dez espelhos chineses, Han, de bronze). As relíquias de Hiraide  (em Shiojiri, na Prefeitura de  Nagano), um dos três maiores sítios pré-históricos do Japão (e longe de qualquer centro de poder regional), incluem vestígios típicos do período Kofun e objetos associados à prática cerimonial xintoísta moderna. No entanto, o Kofun em Hiraide revela ambos os tipos de magatamas, simples e elaboradas, entre outros objetos funerários.
O Kofun Sakurai (em Sakurai, na Prefeitura de Nara), escavado em 1949, representa um Kofun da fase final do período Kofun e é possivelmente de um governante associado à família imperial. O Kofun tem 25 metros (82 pés) de altura e mostra evidências de estar cercado por um fosso. Entre o grande número de objetos funerários haviam armas de alta qualidade (espadas), dez espelhos, um colar de magatamas de jadeíte, cilindros de ágata e miçangas de vidro usadas para fazer colares em estilo  magatamas.

## Origem das formas dasmagatamas
Arqueólogos e historiadores ainda são incapazes de explicar quais são as origens das formas das magatamas, ou se essas formas podem ser rastreadas até uma fonte convergente. Uma série de explicações foram sugeridas, incluindo:
- podem ter sido moldadas a partir de presas ou dentes de animais,
- podem ter sido modeladas com base na forma de fetos,
- podem ser simbólicos da forma da alma,
- podem ter sido modeladas com base na forma da lua e
- há significados e conotações ligados às formas das próprias magatamas, ou seja, o significado vem da própria forma (e não que as magatamas foram padronizadas com base em qualquer outra coisa).

## Na mitologia japonesa
O Kojiki e o Nihon Shoki, concluídos no oitavo século, têm inúmeras referências à magatamas. Elas aparecem no primeiro capítulo do Nihon Shoki, que descreve amplamente a mitologia do Japão. Susanoo, deus do mar e das tempestades, recebeu quinhentas magatamas de Tamanoya no mikoto, ou Ame no futodama no mikoto, a divindade fabricante de jóias. Susanoo foi para o céu e apresentou-as à sua irmã, Amaterasu (a deusa do sol), que mordeu partes sucessivas das magatamas e as soprou para longe para criar outras divindades. Tamanoya no mikoto continua sendo o deus das magatamas, dos óculos e das câmeras. Na lenda, Amaterasu se fecha em uma caverna e, para com sucesso atrair [[Amaterasu|Amaterasu]] para fora da caverna, Ame no koyane no mikoto pendurou magatamas e outros objetos sagrados em uma árvore sakaki de quinhentos galhos. No ano 58, no reinado do imperador Suinin, o Nihon Shoki registra que uma raposa matou e estripou uma mujina, uma espécie de texugo, e uma magatama foi descoberta em seu estômago.
Esta magatama foi apresentada à Suinin, que a consagrou no Santuário Isonokami, onde dizem que ela (a magatama) reside atualmente. Uma prática semelhante é descrita novamente no Nihon Shoki durante o reinado do imperador Chūai.  Chūai fez uma viagem de inspeção à Tsukushi, ou Kyūshū, e foi presenteado com uma enorme árvore sakaki com magatamas e outros objetos sagrados pendurados.

### Yasakani no Magatama
Uma notável magatama é a grande joia ou fio de joias (八尺瓊勾玉, Yasakani no Magatama, também conhecida como 八尺瓊曲玉 e 八坂瓊曲玉), um dos três tesouros do império 
japonês. Espadas, espelhos e jóias eram objetos de status para governantes regionais no Japão desde o período Yayoi e foram ainda mais difundidos no período Kofun, como mostrado por sua onipresença em túmulos Kofun. O Yasakani no Magatama está guardado e protegido no lugar sábio (賢所, Kashiko-dokoro), o santuário central dos três santuários do palácio (no palácio imperial de Tóquio) e é usado na cerimônia de entronização do imperador do Japão.
Daniel Clarence Holtom declarou em 1928 que do tesouro imperial, em cerimônias de entronização japonesas, o Yasakani no Magatama é o único dos três tesouros que existe em sua forma original e estudos pós-segunda guerra mundial apóiam a afirmação. As réplicas da espada e do espelho foram feitas já no nono século e os originais foram confiados à outros santuários.

## Uso nareligiãoRyūkyūan
D. C. Holtom afirmou que as sacerdotisas noro do reino Ryukyu usavam colares de magatamas no início do vigésimo século para fins cerimoniais, mas não fornece nenhum outro detalhe.

## Na cultura popular
- Em Nocturne, magatama refere-se à um parasita que, uma vez ingerido pelo protagonista, lhe confere habilidades especiais que podem ser de luta, magia, status ou cura.
- Na série Ace Attorney, magatamas são usadas como joias sagradas que permitem ao usuário descobrir quando uma pessoa está escondendo um segredo.